# Diabolis Interium
Diabolis Interium – trzecia płyta długogrająca szwedzkiego zespołu black metalowego Dark Funeral. Został nagrany między 21 stycznia a 2 marca 2001 roku. Jest to ostatni album wydany w wytwórni Fashion Records. W roku 2007 wydano reedycję, na której znalazły się oryginalnie wydane "Teach Children to Worship Satan". Nagrania dotarły do 45. miejsca szwedzkiej listy sprzedaży.

## Lista utworów (Oryginał)
1. The Arrival of Satan's Empire - (3:46)
2. Hail Murder - (5:02)
3. Goddess of Sodomy - (4:11)
4. Diabolis Interium - (4:20)
5. An Apprentice Of Satan - (6:04)
6. Thus I Have Spoken - (4:59)
7. Armageddon Finally Comes - (3:21)
8. Heart Of Ice - (4:34)

## Lista utworów (Reedycja)

### Dysk 1
1. The Arrival of Satan's Empire - (3:46)
2. Hail Murder - (5:02)
3. Goddess of Sodomy - (4:11)
4. Diabolis Interium - (4:20)
5. An Apprentice Of Satan - (6:04)
6. Thus I Have Spoken - (4:59)
7. Armageddon Finally Comes - (3:21)
8. Heart Of Ice - (4:34)

### Dysk 2
1. An Apprentice Of Satan
2. The Trail (King Diamond)
3. Dead Skin Mask (Slayer)
4. Remember The Fallen (Sodom)
5. Pagan Fears (Mayhem)

## Twórcy
- Micke "Lord Ahriman" Svanberg - gitara elektryczna
- Emperor Magus Caligula - gitara basowa, śpiew
- Matte Modin - perkusja (z wyjątkiem dysku drugiego)
- Matti "Dominion" Mäkelä - gitara elektryczna
- Robert "Gaahnfaust" Lundin - perkusja (na drugiej płycie)